# スペースポート紀伊
スペースポート紀伊（英: SPACE PORT Kii）は、和歌山県東牟婁郡串本町田原地区の浦神半島に所在する日本初の民間宇宙港である。
敷地は隣接する和歌山県東牟婁郡那智勝浦町浦神地区にまたがる。
スペースポート紀伊という名前には「宇宙への扉を開き、宇宙と地球を繋ぐ新たなゲートウェイとして鍵（キー）になるロケット発射場」という意味が込められている。

## 概要
スペースポート紀伊は、スペースワン社運用のもと、小型ロケットで人工衛星を打ち上げる商業宇宙輸送サービスを提供することを目的として建設された。
スペースワンはキヤノン電子とIHIエアロスペース、清水建設、日本政策投資銀行の4社が出資、設立した企業である。
2023年に初号機の打ち上げ、2020年代半ばには年間20機の打ち上げが計画されており、施設内にはロケット打ち上げ射点、ロケット組立棟、総合司令塔などがある。また、総合司令塔は国道42号線から望むことができる。
2019年11月19日に起工し、株主である清水建設が施工を担当した。

### 射場選定の経緯
スペースポート紀伊は、国内3ヶ所目となるロケット発射場である。ロケットの打ち上げは、地球の自転を利用するため、赤道に近い南であるほど引力を有効活用できるといわれており、また万が一、ロケットの打ち上げが失敗したときに備えて、打ち上げ時はロケットの大きさに比例して一定の範囲内を無人にしなければならないという条件がある。JAXAが所有する「種子島宇宙センター」と「内之浦宇宙空間観測所」が、いずれも鹿児島県にあるのはこの条件に合致してためである。
これまで日本国内のロケット発射場がJAXAの2カ所しかなかったのは、民間企業が宇宙ビジネスに参入するための法整備が進んでいなかった上に、民間の打ち上げ需要が乏しかったためである。「国内には民間でロケットを打ち上げたいというニーズがなく、発射場を増やす必要性がなかった」（スペースワン関係者）という。
2018年11月に人工衛星や打ち上げ輸送ロケットに政府の許可を義務付ける人工衛星等の打上げ及び人工衛星の管理に関する法律（通称「宇宙活動法」）が施行され、企業による宇宙活動のルールが整備された。小型衛星の需要が高まってきたため、スペースワンが発射場を建設し、商業宇宙輸送サービス事業に参入した。宇宙産業界では、「スペースワンの成功が、今後の日本の宇宙ビジネスを大きく左右する」（業界関係者）と見られている。
スペースワンの場合は、ロケットを製造するIHIエアロスペースの工場が群馬県富岡市にあるため、陸路でロケットを運べる場所を探すという課題もあったが、串本町はこうした条件を全て満たす場所だった。本州最南端にあるこの地域が、ロケットを打ち上げる南や東に大きく開けており、陸地や島々がないとの基本的条件を満たしていること、そして、地元が協力的だったこともスペースポート紀伊の誕生を後押しした。

## ロケット
ロケットは「Kii-based Advanced & Instant ROcket System」の頭文字からKAIROS（カイロス）と命名された。
- 基本構成：固体燃料3段式＋軌道変更用液体エンジン（PBS）
- 高さ：約18メートル
- 重量：約23トン
- 人工衛星打ち上げ能力（高度500km、太陽同期軌道〈南方打上〉）：150kg
- 人工衛星打ち上げ能力（高度500km、地球低軌道〈東方打上〉）：250kg

カイロスはギリシャ神話に登場する「時間」の神様。同社は「世界で最も契約から最短で、頻繁にロケットを打ち上げる」宇宙輸送サービスを目指していて、「時間を味方に市場を制する」との意思を示したという。また、カイロスにはギリシャ語で「チャンス」の意味があり、好機をとらえて事業を成功に導くという思いも込めた。